# Balázs Ladányi
Balázs Ladányi (ungarisch Ladányi Balázs; * 6. Januar 1976 in Dunaújváros) ist ein ehemaliger ungarischer Eishockeyspieler, der seit 2017 beim Vasas HC als Trainer unter Vertrag steht. Mit 184 Scorerpunkten ist er Topscorer der ungarischen Nationalmannschaft, mit der er an einer Vielzahl von internationalen Turnieren teilnahm.

## Karriere
Balázs Ladányi begann seine Karriere als Eishockeyspieler in der Jugend von Dunaferr SE Dunaújváros, für dessen Profimannschaft er von 1994 bis 2005 in der ungarischen Eishockeyliga aktiv war. In dieser Zeit gewann der Angreifer viermal den nationalen Meistertitel (1996, 1998, 2000 und 2002) und achtmal den nationalen Pokal (1995, 1996, 1998, 2000, 2001, 2002, 2003 und 2004) mit seiner Mannschaft. Des Weiteren wurde der Rechtsschütze sechs Mal Vizemeister (1997, 1999, 2001, 2003, 2004 und 2005) mit Dunaferr SE Dunaújváros. Im Sommer 2005 wechselte er schließlich zu deren Ligarivalen Újpesti TE, für den er weitere zwei Spielzeiten in Ungarn verbrachte, ehe er vor der Saison 2007/08 zum Briançon Alpes Provence Hockey Club in die französische Ligue Magnus wechselte. Mit Briançon wurde er 2008 und 2009 jeweils Vizemeister und stand im gleichen Zeitraum zweimal im Finale der Coupe de la Ligue.
Zur Saison 2008/09 kehrte Ladányi in seine Heimat zurück und unterschrieb einen Vertrag bei Alba Volán Székesfehérvár, für das er bis Januar 2013 parallel in der Österreichischen Eishockey-Liga und der ungarischen Eishockeyliga spielte. In den Jahren 2010, 2011 und 2012 wurde er mit Alba Volán Ungarischer Meister. Im Januar 2013 folgte der Wechsel nach Italien, wo er beim Rekordmeister HC Bozen aus der Serie A1 unterschrieb. Bereits im Sommer desselben Jahres kehrte er zu seinem Stammverein zurück, mit dem er 2014 zwar die Hauptrunde der MOL Liga gewinnen konnte, wozu er als Topscorer und -vorbereiter maßgeblich beitrug, aber sodann bereits im Halbfinale am ASC Corona 2010 Brașov scheiterte. In dieser Spielzeit wurde er auch zum Stürmer des Jahres und in das All-Star-Team der MOL Liga gewählt. Anschließend wechselte er zum MOL-Liga-Neuling Debreceni HK, für den er bis 2015 in der MOL Liga spielte. Anschließend beendete er seine Karriere und wechselte in den Trainerstab des Clubs. Dabei betreute er die U20-Junioren aus der Erste Bank Young Stars League und zwischenzeitlich die erste Herrenmannschaft aus der MOL Liga.
Seit 2017 ist er Trainer beim Vasas HC aus Budapest.

### International
Für Ungarn nahm Ladányi im Juniorenbereich an der U18-Junioren-C-Europameisterschaft 1992 sowie den U18-Junioren-B-Europameisterschaften 1993 und 1994 und den U20-Junioren-C-Weltmeisterschaften 1993, 1994 und 1995 teil.
Im Seniorenbereich stand er im Aufgebot seines Landes bei den Weltmeisterschaften der Division II 1995, 1996, 1997, 1998 und 2000 sowie bei den Weltmeisterschaften der Division I 1999, 2001, 2002, 2003, 2004, als er Torschützenkönig des Turniers war, 2005, 2006, 2007, 2008, als er Topscorer und bester Vorlagengeber des Turniers war, 2010, 2011, 2012 und 2013 sowie bei der Weltmeisterschaft 2009. Zudem lief er für sein Land bei den Qualifikationen zu den Olympischen Winterspielen 2010 und 2014 auf.

## Erfolge und Auszeichnungen
| - 1995 Ungarischer Pokalsieger mit Dunaferr SE Dunaújváros - 1996 Ungarischer Meister mit Dunaferr SE Dunaújváros - 1996 Topscorer der ungarischen Eishockeyliga - 1996 Ungarischer Pokalsieger mit Dunaferr SE Dunaújváros - 1997 Ungarischer Vizemeister mit Dunaferr SE Dunaújváros - 1998 Ungarischer Meister mit Dunaferr SE Dunaújváros - 1998 Ungarischer Pokalsieger mit Dunaferr SE Dunaújváros - 1999 Ungarischer Vizemeister mit Dunaferr SE Dunaújváros - 2000 Ungarischer Meister mit Dunaferr SE Dunaújváros - 2000 Ungarischer Pokalsieger mit Dunaferr SE Dunaújváros - 2001 Ungarischer Vizemeister mit Dunaferr SE Dunaújváros - 2001 Ungarischer Pokalsieger mit Dunaferr SE Dunaújváros - 2002 Ungarischer Meister mit Dunaferr SE Dunaújváros - 2002 Ungarischer Pokalsieger mit Dunaferr SE Dunaújváros - 2003 Ungarischer Vizemeister mit Dunaferr SE Dunaújváros | - 2003 Ungarischer Pokalsieger mit Dunaferr SE Dunaújváros - 2004 Ungarischer Vizemeister mit Dunaferr SE Dunaújváros - 2004 Ungarischer Pokalsieger mit Dunaferr SE Dunaújváros - 2005 Ungarischer Vizemeister mit Dunaferr SE Dunaújváros - 2007 Topscorer der ungarischen Eishockeyliga - 2008 Französischer Vizemeister mit dem Briançon Alpes Provence Hockey Club - 2008 2. Platz Coupe de la Ligue mit dem Briançon Alpes Provence Hockey Club - 2009 Französischer Vizemeister mit dem Briançon Alpes Provence Hockey Club - 2009 2. Platz Coupe de la Ligue mit dem Briançon Alpes Provence Hockey Club - 2010 Ungarischer Meister mit Alba Volán Székesfehérvár - 2011 Ungarischer Meister mit Alba Volán Székesfehérvár - 2012 Ungarischer Meister mit Alba Volán Székesfehérvár - 2014 Stürmer des Jahres, Topscorer, Topvorbereiter und All-Star-Team der MOL Liga - 2014 Ungarischer Meister mit den Dunaújvárosi Acélbikák |

### International
| - 1992 Aufstieg in die B-Europameisterschaft bei der U18-Junioren-C-Europameisterschaft - 1994 Topscorer der U18-Junioren-B-Europameisterschaft - 1994 Bester Torschütze der U18-Junioren-B-Europameisterschaft - 1998 Aufstieg in die B-Weltmeisterschaft bei der C-Weltmeisterschaft - 2000 Aufstieg in die B-Weltmeisterschaft bei der C-Weltmeisterschaft - 2004 Bester Torschütze der Weltmeisterschaft der Division I, Gruppe A | - 2008 Aufstieg in die Top-Division bei der Weltmeisterschaft der Division I - 2008 Topscorer der Weltmeisterschaft der Division I, Gruppe B - 2008 Bester Vorlagengeber der Weltmeisterschaft der Division I, Gruppe B - 2009 Top-3-Spieler Ungarns bei der Weltmeisterschaft - 2011 Topscorer der Weltmeisterschaft der Division I, Gruppe A |

## ÖEHL-Statistik
(Stand: Ende der Saison 2012/13)